# (13729) Nicolewen
(13729) Nicolewen (1998 RO22) – planetoida z pasa głównego asteroid okrążająca Słońce w ciągu 3,56 lat w średniej odległości 2,33 j.a. Odkryta 14 września 1998 roku.